# Врятуй мене, вальс
Врятуй мене, вальс (англ. Save Me the Waltz) — єдиний роман Зельди Сайри Фіцджеральд. Був опублікований 1932 року. Це напівавтобіографічний роман, в якому описується її подружнє життя із Скоттом Фіцджеральдом.

## Історія написання
До 1930, Зельда Фіцджеральд вже лікуалася в декількох психіатричних закладах, через це її чоловік, Френсіс Скотт Фіцджеральд, призупинив свій творчий процес; він планував закінчити роман "Великий Гетсбі" до 1925 року, проте йому не вдалося його завершити до зазначеного часу. 12 лютого 1932 року після нападу істерії, Зельду помістили у клініку Фіппса при лікарні Джона Хопкінса в Балтіморі. Жінка перебувала під наглядом Адольфа Меєра, експерта з шизофренії. З метою повернення до нормального стану вона щодня писала мінімум по дві години. 
Зельда подружилася з молодою мешканкою міста на ім'я Мілдред Сквеарз, і до кінця лютого вона розповіла їй про головні аспекти роману. Жінка поділилася своїми враженнями з чоловіком Зельди, Скоттом Фіцджеральдом, і сказала, що роман унікальний та інтригуючий. Тим часом, Скотт хвилювався, що його заощаджень не вистачить на лікування Зельди, тому він відклав роботу над романом на більш сприятливий для цього час і почав писати короткі історії, щоб фінансувати лікування дружини. Зельда пише листа чоловіку, в якому зазначає, "Я пишаюся своїм романом, і я відчуваю, що зовсім скоро я його допишу. Хоча роман, на мою думку, більш захоплюючий, ніж твій, тобі обов'язково сподобається, адже головним героєм є Еколь Фіджеральд". Зельда несамовито писала і писала; вона закінчила роман 9 березня і відправила його видавцеві Скотта та другу сім'ї Максвелу Перкінсу у Скрибнер.
Коли Скотт все ж побачив рукопис він був обурений. Теми роману Зельди переплітатися з темами раніше написаних романів Скотта; але Скотт був роздратований, оскільки у романі, над яким він працював протягом чотирьох років, були представлені ті ж самі події, але вже на фоні їхнього спільного життя. Зельда ж у своєму романі описувала лише своє власне життя. Він також був незадоволений тим, що одного з її героїв звали Еморі Блейн, який був головним героєм першого роману Скотта "Інша сторона раю". На це Зельда відповіла йому: "Я теж боялася, щоб ми не порушили у творах одні і ті ж проблеми". Скотт змусив її ретельно переглянути роман, хоча початкова версія роману невідома, тому що оригінал її рукопису, а також чернетки були втрачені.